# Мемориальный дом-музей М. И. Цветаевой в Болшеве
Дом Марины Ивановны Цветаевой в Болшеве — мемориальный музей М. И. Цветаевой.
Находится в г. Королёве (ранее г. Калининград) Московской области по адресу: ул. М. Цветаевой, 15.
Открыт музей был 20 сентября 1992 года к 100-летию со дня рождения поэта.
С 2017 года входит в состав «Музейного объединения „Музеи наукограда Королёв“»

## Жизнь Марины Цветаевой в Болшеве
Сергей Яковлевич Эфрон, муж Марины Цветаевой, был сотрудником НКВД, поэтому получил комнату в загородном доме, под Москвой, в Болшеве.
Марина Ивановна первый раз приезжает в Болшево 19 июня 1939 года, спустя 17 лет эмиграции, вместе с сыном Георгием. Здесь, в Болшеве, жили вернувшиеся в 1937 году её муж Сергей Эфрон с дочерью Ариадной. В этом доме Цветаева прожила 5 месяцев.
В этом доме семья отметила Маринины именины. Муж подарил ей издание И. Эккермана «Разговоры с Гёте в последние годы его жизни» (1934 год) с надписью «30 июля 1939 года Болшево» и рисунком головы Льва (в семье С. Эфрона звали Львом).
Здесь Марина Ивановна пережила 27 августа — арест дочери Али, 10 октября — арест мужа. Она остаётся с сыном одна в большом, пустом, холодном доме (дрова на зиму не были запасены). Сын учился в местной школе.
В августе — октябре 1939 года, после ареста мужа и дочери, отсюда Цветаева написала письмо в следственную часть НКВД, пытаясь спасти дочь и мужа. Не имея возможности публиковать свои произведения, Цветаева работала над поэтическими переводами (среди которых переводы поэзии Лермонтова на французский язык), составившими знаменитую «Болшевскую тетрадь».
10 ноября 1939 года Марина Цветаева покинула этот дом.

## История дома
Дом, в котором сейчас расположен музей, иногда именовался как Болшевская дача. Он представлял собой бревенчатый одноэтажный дом, построенный в 1933 году для сотрудников Экспортлеса Наркомвнешторга, хотя фактически являлся дачей НКВД. Участок застройки получил название поселка или улицы Новый быт. Фасад дома обращен в сторону железной дороги.
Дом № 4/33 (куда позднее НКВД поселил семьи Н. А. Клепинина и С. Я. Эфрона) несколько лет до своего ареста 28 мая 1937 г. занимал председатель Экспортлеса, член коллегии НКВТ, Борис Израилевич Краевский (1888—1938), с женой Паулиной Павловной и сыном Карлом. 10 мая 1938 года Краевский был расстрелян по обвинению в контрреволюционной деятельности. В феврале 1938 года была арестована жена Краевского — как член семьи изменника родины, её приговорили к 5 годам исправительно-трудовых лагерей (статья об обязательности ареста жен врагов народа была отменена в октябре 1938 года).
Далее болшевским домом начинает распоряжаться НКВД. На освободившуюся площадь НКВД поселяет С. Я. Андреева (Эфрона) — он переезжает в Болшево 1938 г. вместе с дочерью Ариадной (предположительно в феврале или октябре) и семьею Львовых (Клепининых) — в паспорте А. Н. Львовой указана временная прописка по адресу: ст. Болшево, ул. «Новый быт», д. 4/33, с 15 ноября 1938 г. Возможно, память подвела С. Н. Львову-Клепинину, утверждающую, что Клепинины появились в Болшево раньше Эфронов.
Семья Цветаевой разделили с Клепиниными дом симметрично. Каждой семье достались по веранде и по две комнаты. В центре дома была общая для всех гостиная (столовая).
Однако мрачная история болшевской дачи трагедиями этих двух семей не закончилась. Как выяснилось весной 1940 г., «там, сорвавши печати НКВД, поселились председатель поссовета, судья и начальник милиции» (из дневниковой записи Г. Эфрона от 25 апреля 1940 г. // ДГЭ1. с. 44).

## История музея
Музей, открытый 20 сентября 1992 года, долгое время находился во временном помещении в г. Королеве на ул. Богомолова, д.1. В доме, где жила М. Цветаева, проводился капитальный ремонт, отселяли жильцов.
В 2013 году после окончания ремонта музей был открыт в доме, где жила М. Цветаева.
В музее собраны личные вещи М. Цветаевой, подлинные предметы быта семьи Цветаевой-Эфрон, книги с её произведениями, фотографии, воссоздана обстановка 30-х годов, оформлена выставка «Судьбы русской интеллигенции 1937—1939 годов». В музее 4989 единиц хранения, из них 3575 предметов основного фонда.
У входа в музей установлена мемориальная доска, под окнами цветаевской квартиры — художественная инсталляция: гнущийся на ветру полуоблетевший терновый куст, корни которого обвиты массивной цепью (автор Татьяна Воронцова).
Напротив музея М. Цветаевой обустроен сквер, в котором Марина Ивановна собирала хворост. Его восстановили, сделали кострище, установили скамеечки, обнесли кованой решеткой. Сквер получил название — сквер Марины Ивановны. В центре сквера стоит камень, на котором написано: «Здесь будет поставлен памятник всей семье Цветаевой». На этой даче в последний раз встретилась вся семья Цветаевой — мать, отец, дочь Ариадна и сын Георгий. По скверу проложены извилистые дорожки, символизирующие жизненный путь поэтессы, родина и чужбина Цветаевой: Москва, Александров, Прага, Париж. Вдоль дорожек расставлены валуны со стихотворениями Марины Ивановны как отметки определённого этапа её жизни. Парк стал летней площадкой для поэтов, местом проведения Цветаевских праздников поэзии.

## Фотогалерея

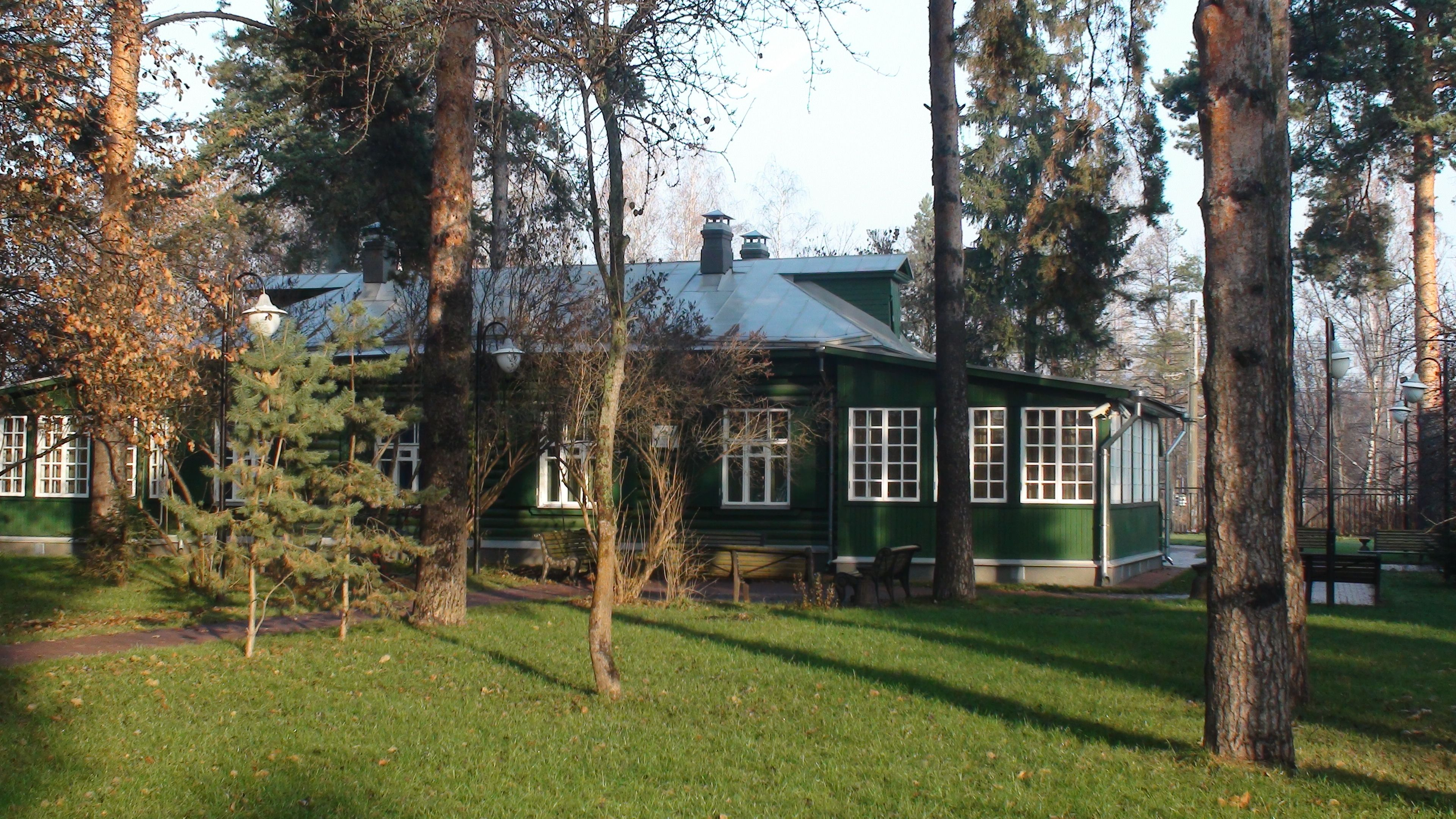
Дом-музей М. Цветаевой
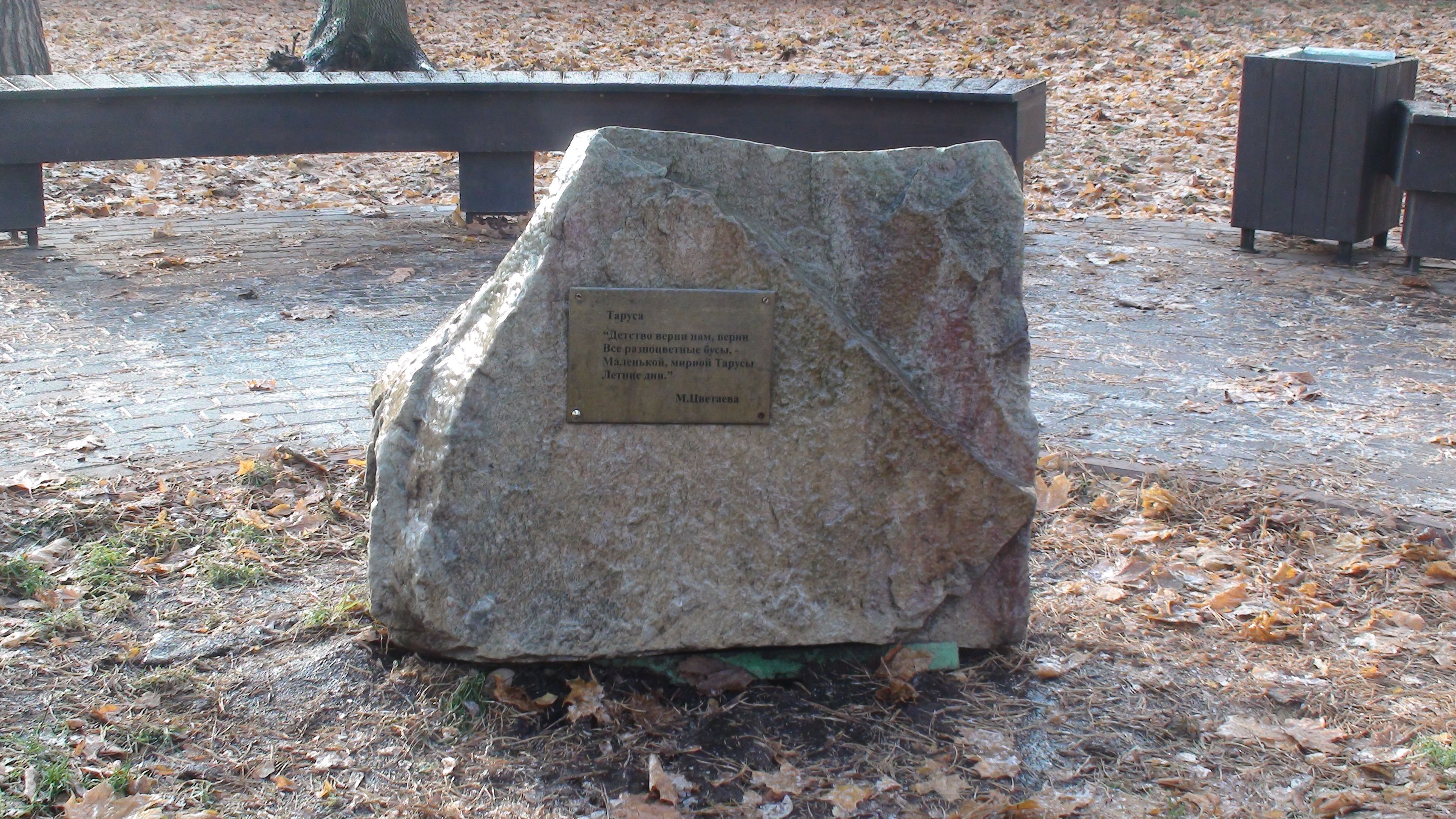
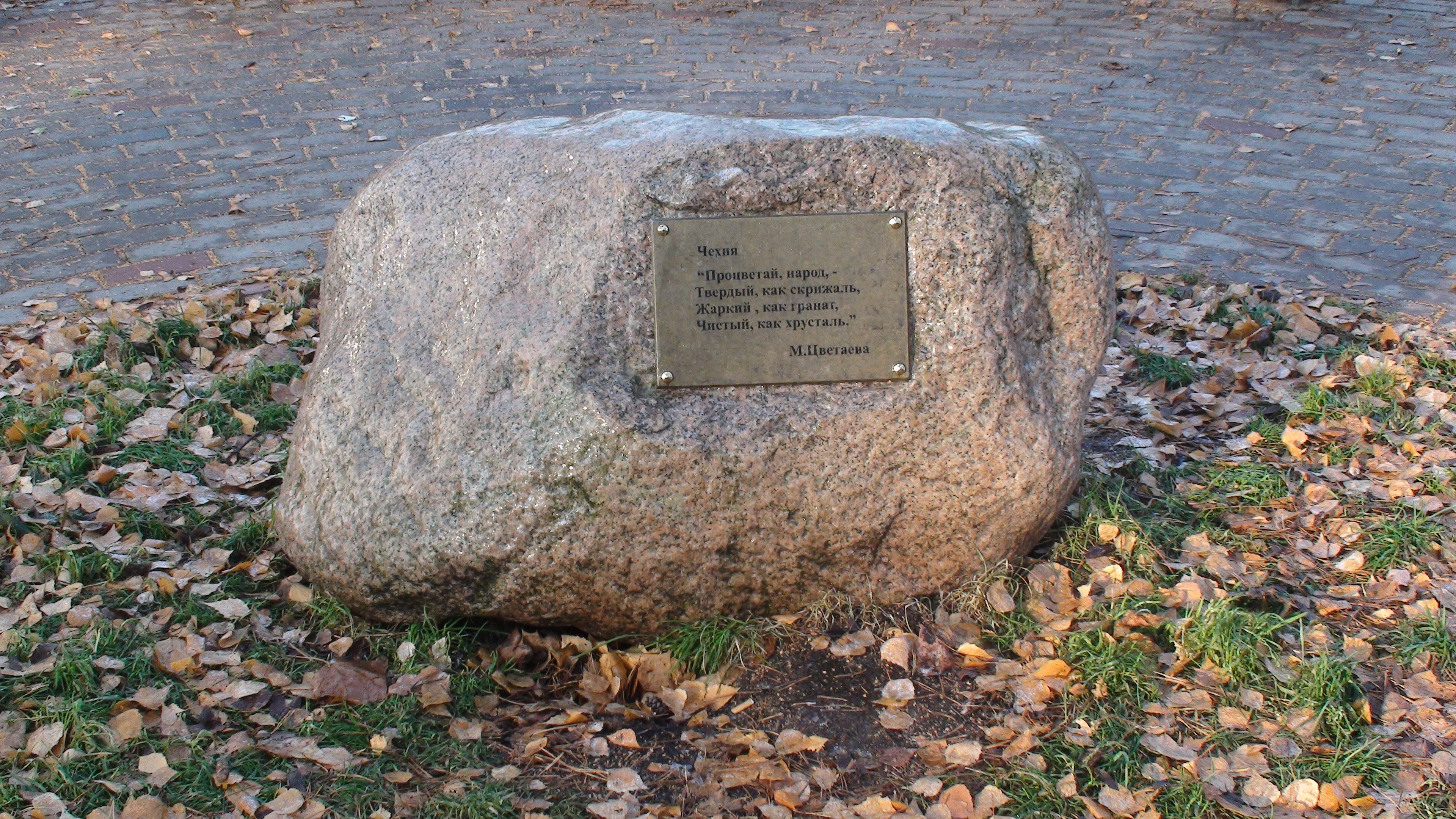
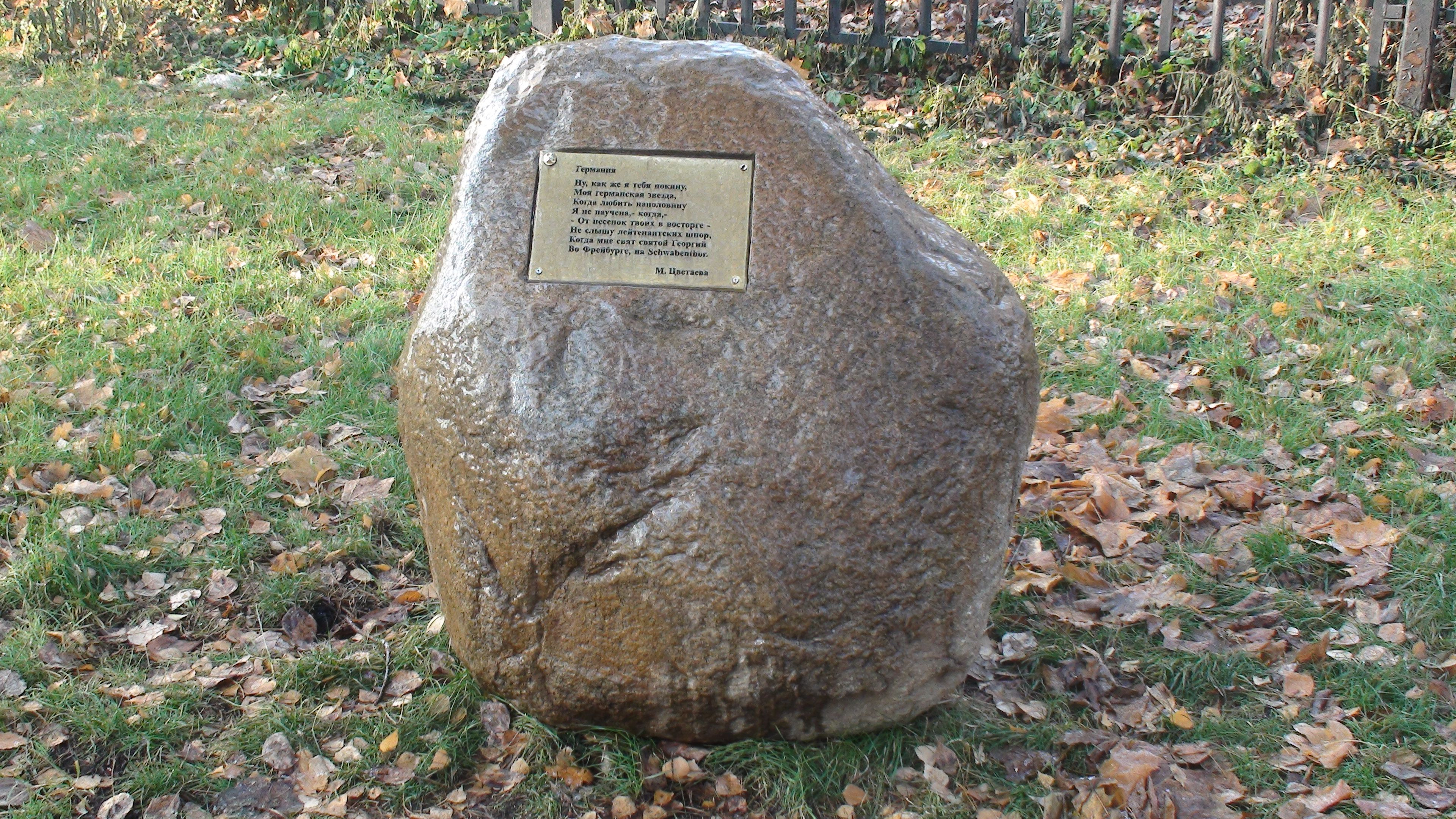
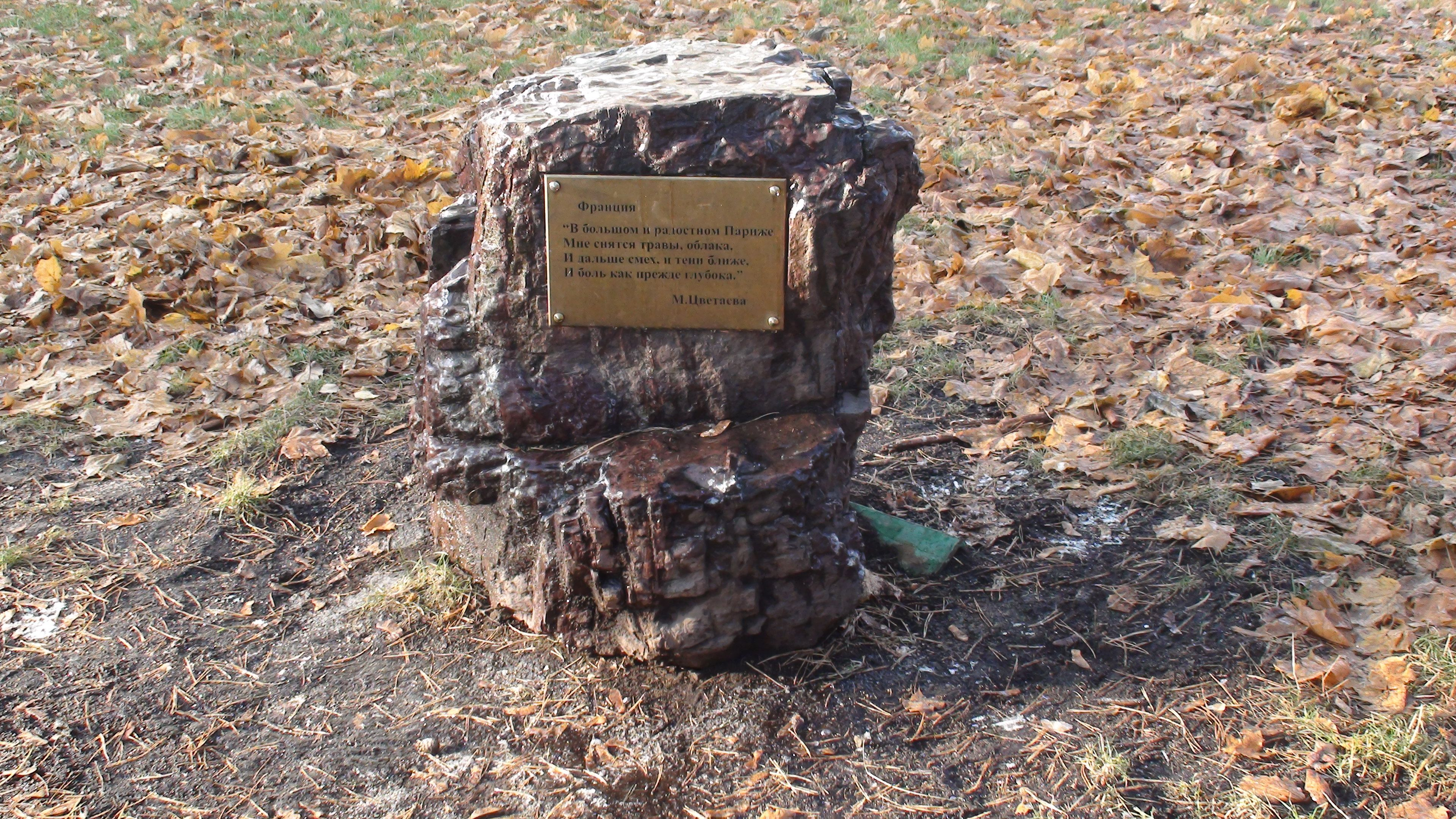
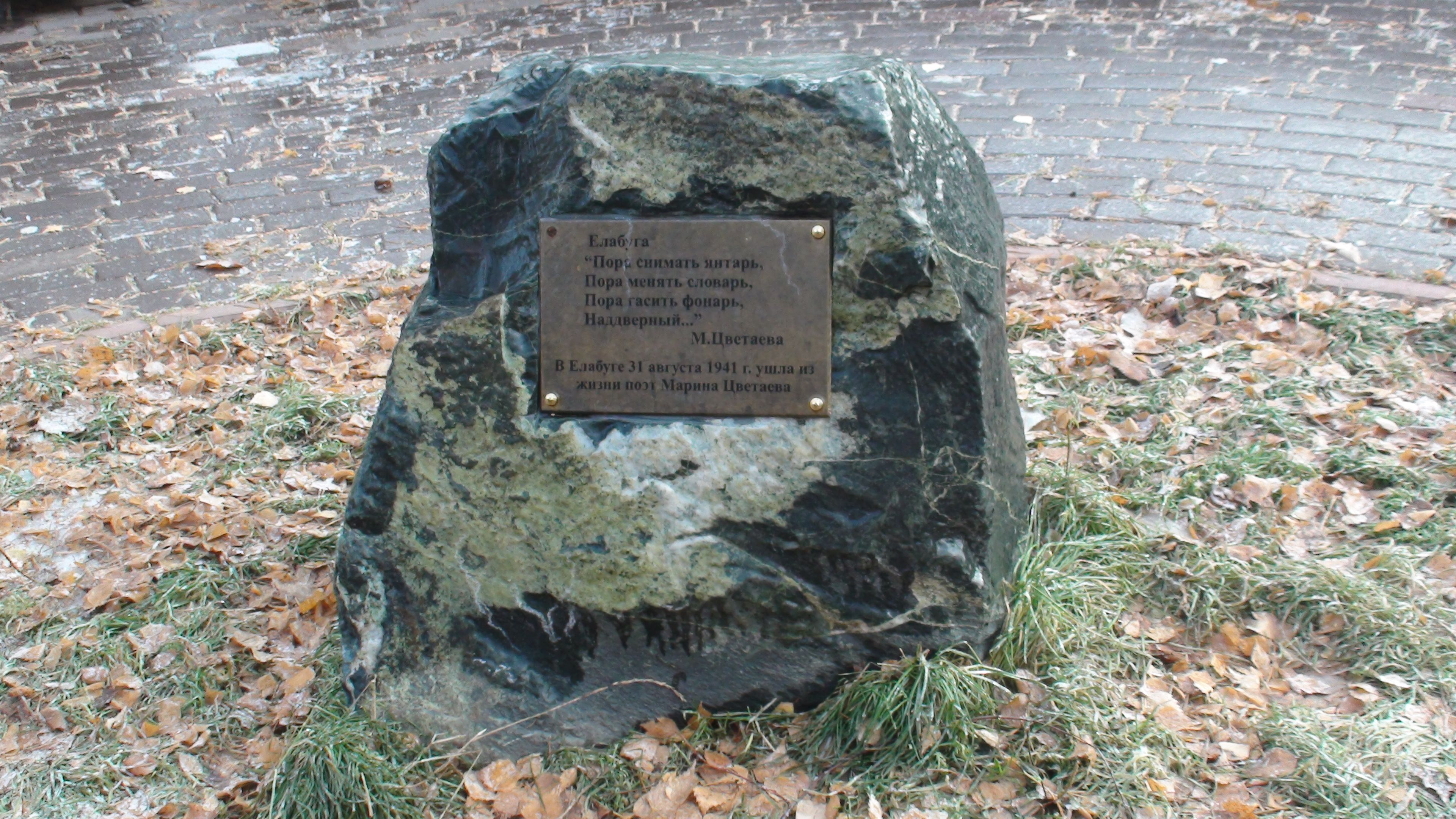
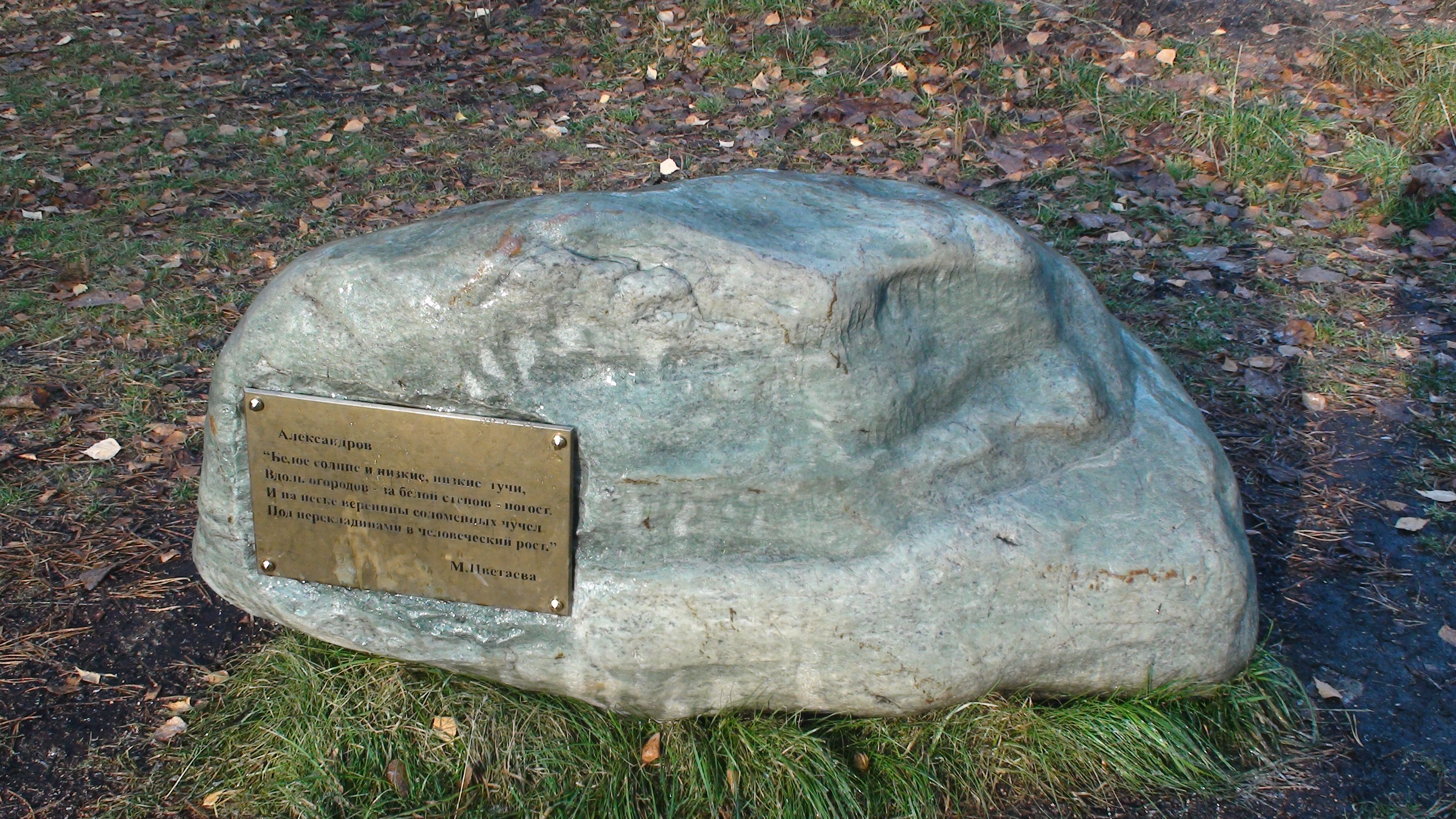
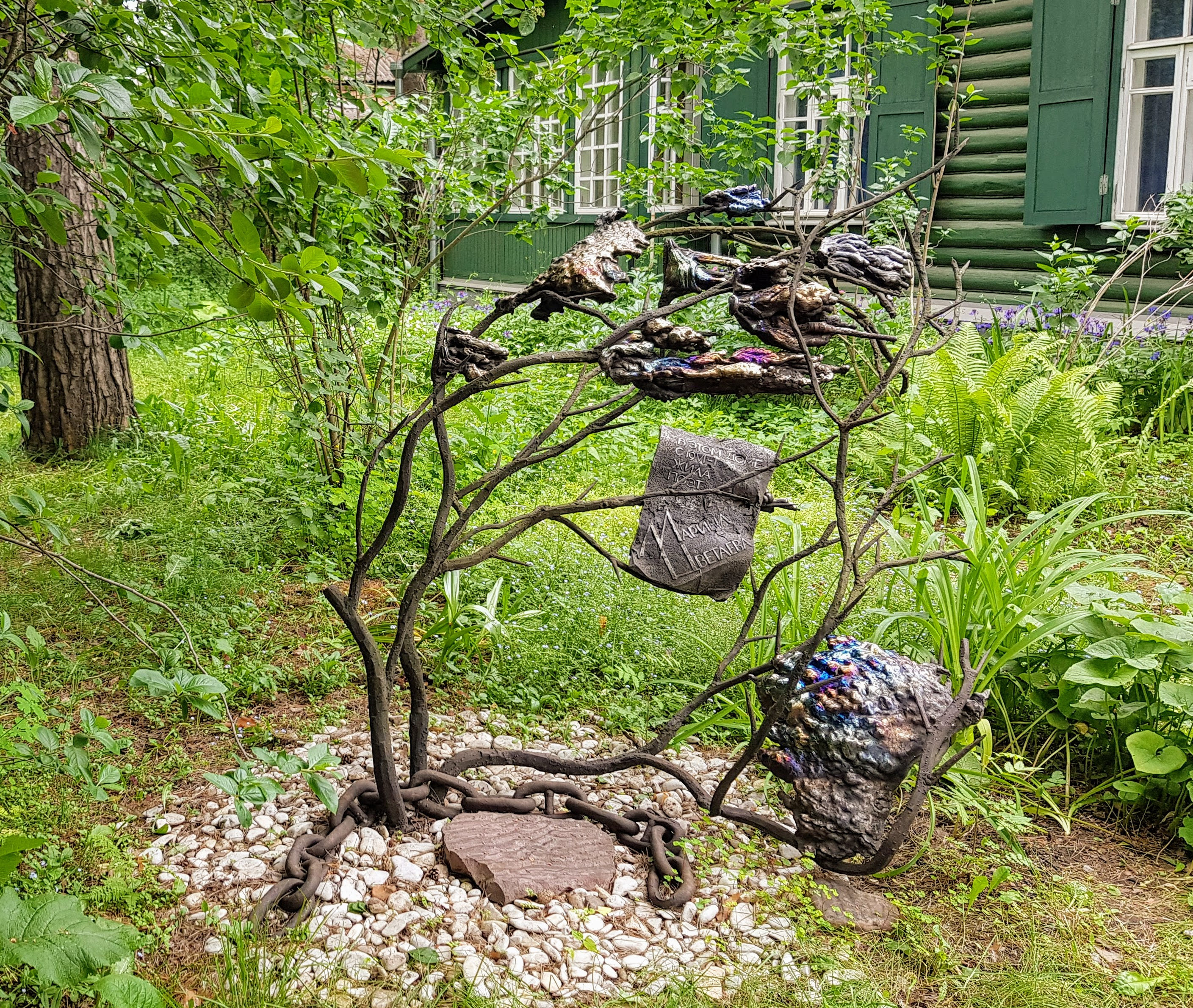
Художественная инсталляция Куст

## Мероприятия музея и памятные даты
Болшевский музей М. Цветаевой — это место, где собираются цветаеведы, где выпускаются книги, проходят научные семинары и конференции. Музеем издано больше 30 книг.
- 20.09.1992 — дата открытия
- 31 августа — День памяти М. И. Цветаевой
- 8 октября — День рождения М. Цветаевой

## Издания музея

Альманах «Болшево»

- Марина Цветаева. Письма к Константину Родзевичу. Подготовка издания Е. Б. Коркиной. Музей М. И. Цветаевой в Болшеве. ИПК «Ульяновский Дом печати». 2001. −199 с.
- Пропавшая тетрадь. Тетрадь А. К. Тарасенкова. Стихи, пометы на полях М. И. Цветаевой. Публикация М. И. Белкиной. М.: Музей Марины Цветаевой в Болшево. ИЦ «Экспринт». 2002.-96 с.: ил.
- Марина Цветаева в XXI веке: XIII и XIV Цветаевские чтения в Болшеве. Сборник докладов. Подгот. текста И. М. Невзоровой. М. Изд. «Возвращение», Музей М. И. Цветаевой в Болшеве. 2003. — 320 с.
- Марина Цветаева в XXI веке. XV и XVI Цветаевские чтения в Болшеве. Сборник докладов. Ред. коллег.: З. Атрохина, В. Лосская, Л. Мнухин, О. Ростова, С. Хромушина. М. Издат. дом «Стратегия», Музей М. Цветаевой в Болшеве. 2005. — 276 с.
- Марина Цветаева в XXI веке. XVII и XVIII Цветаевские чтения в Болшеве. Сборник материалов. К 15-летию Музея М. И. Цветаевой в Болшеве. — Сост. Л. А. Мнухин, г. Королев: Музей М. И. Цветаевой в Болшеве. М. 2007. — 198 с.
- Лев Мнухин. Итоги и истоки: Избранные статьи. Болшево. М.о.: МУК «Мемориальный Дом-музей Марины Цветаевой в Болшеве», 2008. — 512 с. ил.
- Марина Цветаева. Письма к Анне Тесковой. Сост., подготовка текста, коммент. Л. А. Мнухина. Королёв: Музей М. И. Цветаевой в Болшеве. 2008. — 509 с.
- Марина Цветаева в XXI веке. Цветаевские чтения в Болшеве 2007, 2009 гг. Сборник материалов. Ред. коллег.: З. Н. Атрохина, В. К. Лосская, Л. А. Мнухин, Н.О Осипова. г. Королев: Музей М. И. Цветаевой в Болшеве. 2011. — 291 с. ISBN 5-94737-050-6.
- «Я бесконечно благодарна всякому вниманию…». Ответы на анкету «Моя Цветаева» известных деятелей отечественной и зарубежной культуры. Королёв: Мемориальный Дом-музей Марины Цветаевой в Болшеве. 2012.-325 с.
- Марина Цветаева. Письма 1905—1923 гг. Сост., подг. текста Л. А. Мнухин (при участии Л. Г. Трубицыной). М.: «Эллис Лак», Мемориальный Дом-музей Марины Цветаевой в Болшеве, при участии Дома-музея Марины Цветаевой в Москве. 2012.-778 с.

## Режим работы музея
Ежедневно с 10.00 до 18.00, кроме понедельника, вторника и последней среды каждого месяца (санитарный день).